# Bouillac (Tarn i Garonna)
Bouillac – miejscowość i gmina we Francji, w regionie Midi-Pyrénées, w departamencie Tarn i Garonna.
Według danych na rok 1990 gminę zamieszkiwało 456 osób, a gęstość zaludnienia wynosiła 15 osób/km² (wśród 3020 gmin regionu Midi-Pyrénées Bouillac plasuje się na 624. miejscu pod względem liczby ludności, natomiast pod względem powierzchni na miejscu 299.).